# When the Ship Comes In
When the Ship Comes In  este un cântec folk lansat de cântărețul Bob Dylan în 1964 pe cel de-al treilea album al său, The Times They Are a-Changin'.

## Compoziție și inspirație
În documentarul Alături de Bob Dylan (No Direction Home), Joan Baez mărturisește că melodia a fost inspirată de recepționerul unui hotel care a refuzat să-i ofere o cameră lui Dylan din cauza aspectului său „neîngrijit” (pe atunci Dylan nu era popular printre necunoscătorii curentului folk). Cântecul a devenit mai târziu o alegorie epică despre înfrângerea „puterilor opresive”. O altă sursă de inspirație a fost piesa Pirate Jenny compusă de Bertolt Brecht și Kurt Weill. 
Potrivit biografului Clinton Heylin, When the Ship Comes In a fost scris în august 1963 „într-o cameră de hotel într-un acces de furie, după ce un recepționer impertinent a refuzat să-l cazeze din cauza înfățișării sale neîngrijite, iar partenerul său, Joan Baezdup, a fost nevoit să garanteze pentru caracterul său bun”. Heylin speculează că Dylan s-a inspirat și din piesa lui Brecht și Weillmuzica, The Threepenny Opera, mai exact din cântecul lui Jenny. „Așa cum piratul Jenny visează că o navă misterioasă îi distruge toți dușmanii, tot așa și Dylan prevede sfârșitul discriminării prin schimbarea mentalității. Fosta iubită a lui Dylan, Suze Rotolo, își amintește că interesul ei pentru Brecht „a avut cu siguranță o influență asupra lui. Pe când lucram la teatrul Circle in the Square, el venea tot timpul să ne asculte. A fost foarte marcat de Pirate Jenny, cântecul pentru care era cunoscută Lotte Lenya.” 

## Reprezentare artistică
La scurt timp după ce Dylan a scris melodia, el și Baez au interpretat-o la Marșul spre Washington pe 28 august 1963, așa cum s-a auzit pe albumul live 1962-1966: Rare Performances From The Copyright Collections (2018). Ulterior, Dylan a interpretat piesa la Carnegie Hall pe 26 octombrie 1963. Interpretarea a fost inclusă pe coloana sonoră a filmului Alături de Bob Dylan, The Bootleg Series Vol. 7: No Direction Home: The Soundtrack (2005). 
Dylan a interpretat piesa în timpul concertului Live Aid pe 13 iulie 1985, alături de Keith Richards și Ron Wood de la Rolling Stones. 

## Reinterpretare
Peter, Paul și Mary au lansat When the Ship Comes In ca single în 1965. Billboard a descris această versiune ca fiind o „piesă captivantă a lui Bob Dylan în interpretarea remarcabilă a trio-ului”.  Cash Box a descris-o ca fiind „o piesă blues ritmată, pe o temă înduioșătoare și oarecum euforică.”